# Jerzy Głowacki
Jerzy Władysław Głowacki (nascido em 26 de junho de 1950) é um ex-ciclista polonês. Competiu representando seu país, Polônia, nos Jogos Olímpicos de Verão de 1972 em Munique.